# 受体拮抗剂

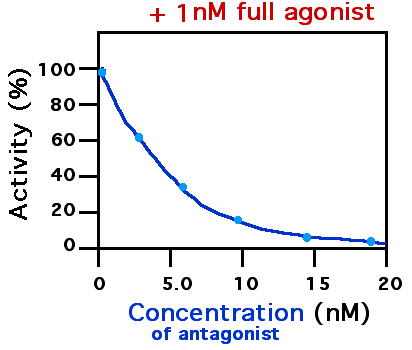
受体拮抗剂的量效曲线。受体拮抗剂能阻止激动剂与受体结合，并抑制其产生的信号

受体拮抗剂（英語：receptor antagonist），也叫阻断剂（英語：blocker），是药理学术语，指能与受体结合，并能阻止激动剂产生效应的一类配体物质。拮抗剂对相应受体有化學親和性，但没有效能，从而抑制了激动剂对受体的作用。拮抗剂可以结合受体的活性位点，也可以结合别构位点，甚至单独结合通常没有生物调节作用的位点来达到效果。拮抗剂和受体结合性质不同，所以结合时间有长有短，结合的可逆性也有不同。
拮抗剂分为竞争性拮抗剂和非竞争性拮抗剂等类型。大部分药物拮抗剂都与内源性配体或底物竞争受体结合位点来达到效果。

## 受体与拮抗剂
受体是可被配体结合而激活的大型蛋白质分子。受体可以结合在细胞膜上，也可存在于细胞内部，比如在细胞核或线粒体中。受体在活性位点与配体以非共价键结合，一个受体上可以有多个结合不同配体的位点。配体和受体在活性位点或别构位点结合后，都可以调节受体的活性。拮抗剂可以通过结合活性位点、别构位点，或者单独结合通常不参与生物调节的位点来产生效果。
拮抗剂这个词最早是形容药物疗效的。1950年，Ariens和斯蒂芬森在生物化学里定义了“受体拮抗剂”的概念。现在公认的受体拮抗剂的定义是基于受体占据模型的。拮抗剂仅指在单一受体上有相反作用的化合物。人们认为激动剂结合在受体上，“开启”单一细胞反应，从而引起细胞内的生化变化，而拮抗剂通过阻止激动剂与受体结合来“关闭”这一反应。这一定义也适用于作用于不同的受体而产生相反生理作用的生理拮抗剂。比如，激动剂组织胺与组织胺H1受体结合，使血管舒张，从而降低动脉压，而拮抗剂肾上腺素通过激活alpha-肾上腺素受体使血管收缩，升高动脉压。
人们对于药物诱导的受体激活理论的理解和受体拮抗剂的生物化学定义仍在不断变化中。受体激活与否的二态模型已被包含中间构型的多态模型取代。人们发现，受体结合了不同配体以后，可以影响不同的二级信号系统。这种功能选择性可能意味着可以开发出只激活受体的一部分下游功能的药物。这也意味着药物的效能可能不仅取决于作用的受体，还取决于受体表达的场所。

## 药效学性质

### 效能和效价强度
根据定义，拮抗剂没有激活所结合的受体的效能，因为一旦二者结合起来，拮抗剂就抑制了激动剂（包括部分激动剂和反激动剂）的功能。在拮抗剂功能评估中，使用量效曲线量度一定浓度的拮抗剂抑制激动剂效应的能力。通常把拮抗剂的EC50值作为它的效价强度。EC50值是指能抑制激动剂最大生物反应一半的拮抗剂浓度。EC50非常有助于比较有相似效能和量效曲线的药品的效价强度。这个值越低，拮抗剂的效价强度就越好，抑制生物反应所需的药物浓度就越低，副作用也越少。

### 亲和性及其测定
拮抗剂对受体的亲和性就是它与受体结合的能力，以Ki表示，决定了拮抗剂抑制作用的长短。亲和性可由Schild回归用实验测定，而若拮抗剂为竞争性，亲和性也可由鄭-普魯薩福方程（Cheng-Prusoff equation）确定。Schild回归可确定拮抗剂的种类，并且测定不受激动剂亲和性、效能和浓度的影响，不过要注意测定时需达到平衡，并要考虑受体脱敏效应。但是Schild回归无法测量有多个效应的拮抗剂，如会同时阻断离子通道的竞争性神经肌肉阻断剂。Schild回归需要比较有无拮抗剂时EC50的比值。当拮抗剂剂量变化时，这个比值也跟着变化，由此作出双对数图，亲和性常数Ki就是回归直线与x轴的交点。
与Schild回归不同，用鄭-普魯薩福方程测定亲和性时，变化的是激动剂浓度而不是拮抗剂浓度。鄭-普魯薩福因子与相互竞争的激动剂和拮抗剂的亲和性都有关，体现了激动剂浓度和亲和性对竞争性拮抗剂效果的影响。。从竞争性拮抗剂所产生的IC50曲线的平移中可以计算亲和性常数Ki。

## 分类

### 竞争性拮抗剂
竞争性拮抗剂是与相应内源激动剂配体相互竞争相同受体活性位点的拮抗剂。这种拮抗剂的分子结构与相应激动剂相似，但它与受体可逆结合后，非但不激活受体，而且阻止激动剂与该受体结合。拮抗剂的效应大小取决于激动剂的浓度和亲和力。激动剂的浓度和亲和力越高，与之结合得受体就越多，产生相同抑制作用所需的拮抗剂浓度就越大。在做功效评估时，竞争性拮抗剂可使量效曲线向右平移，而斜率和最大效应不变。白细胞介素1族受体拮抗剂IL-1Ra就是一种竞争性拮抗剂。

### 非竞争性拮抗剂
非竞争性拮抗剂不与相应激动剂竞争相同受体活性位点，但它对激动剂的抑制作用无法消除。相比竞争性拮抗剂只影响能产生最大反应的激动剂剂量，而不影响最大反应的强度，非竞争性拮抗剂减小了激动剂能产生的最大反应。在量效曲线中，非竞争性拮抗剂使最大效应下降，有时还使曲线右移。曲线右移是因为当受体储备（亦称空闲受体）消耗完后拮抗剂才会产生抑制效应。
非竞争性拮抗剂有两种抑制机理。第一种是拮抗剂与受体的活性位点结合，这种结合几乎不可逆。第二种是拮抗剂与受体的一个和活性位点不同的别构位点结合。这种拮抗剂虽然不与激动剂竞争活性位点，但它会导致受体构型改变。例如环噻嗪就是代谢型谷氨酸受体1的可逆非竞争性拮抗剂。

### 沉默拮抗剂
沉默拮抗剂是对受体没有任何内在活性的竞争性拮抗剂。从某种程度上说它们才是真正的拮抗剂。这个术语的出现是为了把它们和部分激动剂以及反激动剂区分开来。

### 部分激动剂
部分激动剂是对受体的最大作用比完全激动剂小的一类药物。虽然它们也是激动剂，但是在和完全激动剂竞争时会降低完全激动剂对受体的激活效应，从而起到拮抗剂的作用。临床上，部分激动剂可以改善有缺陷的机能而又不矫枉过正。让受体接触高浓度的部分激动剂能保证不管完全激动剂浓度如何，受体都有较弱但持续的活性。另外，有研究显示部分激动剂能防止重复接触强效的完全激动剂或拮抗剂常常带来的适应性调节机制。μ-阿片受体的部分激动剂丁丙诺啡有较弱的吗啡活性，临床上用于控制疼痛的镇痛药，以及代替美沙酮治疗鸦片成瘾。

### 反激动剂
反激动剂和拮抗剂有相似效果，但它引起的下游生物反应不同。反激动剂作用于本身有基础活性的受体，它不仅像普通的拮抗剂一样阻碍激动剂与受体结合，而且还抑制了受体的基础活性。这一发现使很多先前认为是拮抗剂的药物现在被重新划分为反激动剂。例如抗组织胺药先前认为是组织胺H1受体拮抗剂，现在重新划分为反激动剂。

## 可逆性
很多拮抗剂像激动剂一样都是可逆的，它们和受体的结合速率和分离速率遵循化学动力学。
不可逆拮抗剂与受体以共价键相结合，一般无法分离，所以其抑制作用取决于新受体的生成速率，例如酚苄明与α肾上腺素受体不可逆结合，阻止肾上腺素和去甲肾上腺素再与受体结合。受体失活通常导致量效曲线的最大效应降低，当有受体储备时也会和非竞争性拮抗剂一样产生曲线右移。评估时的清洗常可区分非竞争性拮抗剂和不可逆拮抗剂，因为非竞争性拮抗剂是可逆的，清洗能恢复激动剂的效应。
不可逆竞争性拮抗剂也与激动剂竞争活性位点，但它与受体形成共价键的速率取决于拮抗剂的亲和力和反应活性。某些拮抗剂可能有一段特殊的可逆结合时期，在此期间拮抗剂按化学动力学所决定的速率与受体自由结合和分离。但是，一旦二者形成不可逆的化学键，受体即失活。在功能评估中，竞争性拮抗剂对量效曲线的影响像非竞争性拮抗剂一样，会使曲线右移，斜率减小，最大反应降低。